# Г'юго Армандо
Г'юго Армандо (англ. Hugo Armando; нар. 27 травня 1978) — колишній американський тенісист.
Найвищу одиночну позицію світового рейтингу — 100 місце досяг 6 серпня, 2001, парну — 85 місце — 5 лютого, 2007 року.
Здобув 1 парний титул.
Завершив кар'єру 2008 року.

## Фінали турнірів ATP за кар'єру

### Парний розряд (1 перемога)
| Легенда (одиночний розряд) |
| Великий шлем (0)           |
| Tennis Masters Cup (0)     |
| Серія Мастерс ATP (0)      |
| Тур ATP (1)                |

| Результат | W/L | Дата     | Турнір          | Покриття | Партнер       | Суперники                 | Рахунок               |
| --------- | --- | -------- | --------------- | -------- | ------------- | ------------------------- | --------------------- |
| Перемога  | 1–0 | Лют 2007 | Делрей-Біч, США | Тверде   | Ксав'є Малісс | Джеймс Окленд Стівен Гасс | 6–3, 6–7(4–7), [10–5] |